# Знаряддя смерті
«Знаряддя смерті» (англ. The Mortal Instruments) — серія з 6 книг в стилі фантастики та міського фентезі написаних Касандрою Клер. Остання книга була опублікована 27 травня 2014. «Знаряддя смерті» є третьою з шести частин «Хронік сутінкових мисливців», хоча опублікована вона була першою.

## Історія видання
1. Місто Кісток (англ. City of Bones) — опубліковано 27 березня 2007 року.
2. Місто Попелу (англ. City of Ashes) — опубліковано 25 березня 2008 року.
3. Місто Скла (англ. City of Glass) — опубліковано 24 березня 2009 року.
4. Місто падших ангелів (англ. City of Fallen Angels) — опубліковано 5 квітня 2011 року.
5. Місто загублених душ (англ. City of Lost Souls) — опубліковано 8 травня 2012 року.
6. Місто небесного вогню (англ. City of Heavenly Fire) — опубліковано 27 травня 2014 року.

## Головні герої серії
Кларисса «Клері» Фрей / Кларисса Морґенштерн — описана як рудоволоса зеленоока дівчина 16 років. Вона невисокого росту та худорлява настільки, що деколи здається молодшою за свій вік. Кларисса має здібності до малювання, як і її мати. У першій книзі Кларисса дізнається, що вона не належить до звичайного світу людей, а є донькою сутінкового мисливця. Найкращим другом Клері є Саймон Льюіс, сама вона закохана в Джейса.
Джейс Вейленд /Лайтвуд / Морґенштерн є сутінковим мисливцем. Він високий із золотавим волоссям, тіло Джейса вкрите шрамами від рун або магічних знаків. Він є одним із найкращих нефілімів.
Саймон Льюіс — найкращий друг Клері, хлопець із коричневим волоссям, карими очима, в окулярах. У другій частині серії книг Саймон стає вампіром.
Ізабель «Іззі» Лайтвуд є нефілімом (сутінковим мисливцем). Надзвичайно красива та жіночна.
Александер «Алек» Лайтвуд — старший брат Ізабелі. У серії книг Алек спочатку закоханий у Джейса, але згодом починає зустрічатися із Маґнусом Бейном.
Маґнус Бейн є Верховним магом Брукліна. Йому понад 800 років, проте має вигляд 19-річного хлопця.

## Приквели та сиквели серії

### Приквели
Касандра Клер написала серію книг-приквелів під назвою «Диявольські пристрої» (англ. The Infernal Devices).

### Сиквели
Анонсовано, що після серії «Смертельні знаряддя» буде опублікована серія книг «Темні хитрощі» (англ. The Dark Artifices).

## Екранізації
10 червня 2010 року було анонсовано вихід першої стрічки із серії під назвою «Знаряддя смерті: Місто кісток» (англ. The Mortal Instruments: City of Bones). Прем'єра відбулася 21 серпня 2013 року. Проте фільм провалився в покаті, і знімання другої частини «Знаряддя смерті: Місто праху» скасували.
12 січня 2016 року на телеканалі Freeform (попередня назва ABC Family) розпочато показ телесеріалу «Сутінкові мисливці» (англ. Shadowhunters), сюжет якого заснований на книжковій серії «Знаряддя смерті» письменниці Касандри Клер та фільмі «Знаряддя смерті: Місто кісток» 2013 року.